# Anthony Horowitz
Anthony Horowitz, (OBE) (født 5. april 1955) er en engelsk forfatter og manuskriptforfatter.
Horowitz er primært kendt for sine ungdomsbøger om Alex Rider og De fem (The Power of Five). Han har skrevet manuskript til tv-film og serier som Kriminalkommissær Foyle, Robin af Sherwood og flere af de tidlige afsnit af Kriminalkommissær Barnaby.